# ETOPS

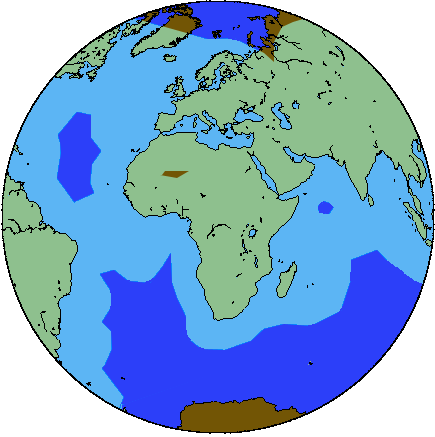
ETOPS 90 для перетину Атлантичного океану

ETOPS (Extended-range Twin-engine Operational Performance Standards / Extended Twin OPerationS — Розширені Правила Польотів для Двомоторних Літаків) — норми, особливі вимоги до виконання польотів на двомоторному літаку над безорієнтирною місцевістю, розроблені Міжнародною організацією цивільної авіації — ІКАО. За нормами ETOPS маршрут двомоторного літака повинен бути побудований таким чином, щоб він постійно перебував у межах певного часу польоту до найближчого аеродрому, де можна було б зробити вимушену посадку в разі відмови одного з двигунів.
Це дозволило врегулювати правила польотів через океан, пустелю або полярні зони для таких дводвигунових літаків, як А300, А310, А320, А330, А350, ATR 72, Боїнг 737, Боїнг 757, Боїнг 767, Боїнг 777, Боїнг 787, Bombardier Q Series, Embraer E-Jet.

## Історія
В 1953 році Федеральне авіаційне агентство США ввело «правило 60 хвилин», згідно з яким двомоторні літаки зобов'язані були перебувати в межах 60 хвилин польоту до найближчого аеродрому. ІКАО ж розширила зону дії правила до 90 хвилин, для відходу на запасний аеродром на двох двигунах. Цим правилом користувалися в основному європейські компанії.
На початку 1980-х в ІКАО була створена експертна комісія з ETOPS для обґрунтування збільшення допустимих інтервалів до 120 хвилин і вироблення відповідних норм і правил. Після довгих обговорень був затверджений документ ІКАО, відомий як  Додаток 6 , який допускав польоти двомоторних літаків на відстані більше 60 хвилин від аеродрому при виконанні певних умов.
Успішна безаварійна експлуатація двомоторних літаків, згідно ETOPS 120, дозволила ІКАО випустити додаток, що позначає критерії для ETOPS 60, 120 і 180 хвилин. За цими нормами літаки продовжують літати і сьогодні.